# Памятник Шолохову (Москва, Гоголевский бульвар)
Памятник советскому писателю, общественному деятелю, лауреату Нобелевской премии по литературе Михаилу Александровичу Шолохову установлен в Москве на Гоголевском бульваре.

## История
Памятник Шолохову был установлен рядом с домом № 10 по Гоголевскому бульвару там, где расположен Творческий союз художников. Он стал вторым памятником писателю после скульптуры на пересечении Волгоградского проспекта и Волжского бульвара. Следует отметить, что идея установки памятника Шолохову на Гоголевском бульваре не встретила понимания у городских властей: было неясно, зачем устанавливать второй памятник писателю, мало связанному с Москвой; размеры композиции с фонтаном были великоваты для бульвара; расположение памятника возле дома, где жил И. С. Тургенев, выглядело нелогичным.
Идея установки памятника появилась ещё два десятилетия назад — конкурс выиграли Иулиан Рукавишников, Александр Рукавишников и архитектор Игорь Воскресенский, предполагавший поставить памятник на Зубовской площади. Но тогда в силу каких-то сложностей идея не была реализована. Однако в 2000-е гг. другая скульптурная композиция всё же была установлена. Памятник представляет собой бронзовую статую Шолохова, сидящего в донской лодке на реке. Писатель одет в телогрейку, он бросил вёсла и смотрит вдаль. Позади лодки находятся плывущие в противоположном направлении лошади, выполненные из гранита. Лошади расходятся клином в разные стороны, символизируя раскол России на два лагеря — красных и белых — во время Гражданской войны. И лодка, и плита с лошадиными головами сильно наклонены в сторону центра бульвара к пешеходной зоне. Памятник оборудован фонтаном, который подаёт воду на плиту с лошадиными головами, добавляя памятнику реализма. Место установки памятника выбрано не случайно: Шолохов обращён лицом к Сивцеву Вражку, где когда-то проживал.
Такую концепцию памятника задумал Александр Рукавишников; он завершил проект отца (сидящая фигура писателя) и повторно выиграл конкурс совместно с архитектором Игорем Воскресенским, который помог органично вписать композицию в ландшафт бульвара. При создании памятника большую помощь Александру Рукавишникову оказывали родственники Шолохова, которые поддержали идею создания памятника, снабдили скульптора фотографиями и консультировали. В авторский коллектив вошли также скульптор Филипп Рукавишников и архитектор Антон Воскресенский.
Композиция вызывает неоднозначную реакцию. Подача воды на памятник периодически отключается, и косяк лошадиных голов вызывает у некоторых людей нездоровые ассоциации, из которых наиболее известны «мясокомбинат» и «кладбище домашних животных». Впрочем, Александр Рукавишников на это не обижается. Так, созданный им же памятник Достоевскому и вовсе получил прозвища «памятник русскому геморрою» или «на приёме у проктолога», на что скульптор отвечает, что это иллюстрирует культуру жителей.
Памятник был открыт 24 мая 2007 г.